# Маяк (фильм, 2019)
«Маяк» (англ. The Lighthouse) — артхаусный американо-канадский психологический фильм ужасов режиссёра Роберта Эггерса. Премьера фильма состоялась на Каннском кинофестивале 19 мая 2019 года в рамках программы «Двухнедельник режиссёров», где фильм получил награду Международной федерации кинопрессы. Премьера фильма в России состоялась 16 января 2020 года.
Фильм основан на реальных случаях сошедших с ума или пропавших без вести смотрителей маяков, на морских и античных мифах, а также на произведениях Эдгара Аллана По (в частности, на незаконченном рассказе «Маяк») и Говарда Лавкрафта. Помимо прочего, Эггерс вдохновлялся творчеством режиссеров Дэвида Линча («Голова-ластик») и Александра Довженко («Земля»). На символизм и мотивы фильма повлияли фрейдизм и юнгианство. В кинокартине раскрываются темы алкоголизма, мачизма, эдипова комплекса и скрытого гомоэротизма.
В 2021 году Дзюндзи Ито выпустил мангу-синопсис к фильму.

## Сюжет
1890-е годы, маленький скалистый остров неподалёку от побережья Новой Англии. Эфраим Уинслоу, бывший лесоруб, прибывает на остров работать новым помощником смотрителя маяка — старого, хромого и суеверного любителя выпить Томаса Уэйка. Уинслоу должен отработать на маяке 4 недели. Служба проходит весьма уныло. Уэйк обращается с новым подчинённым как с личным рабом. Уинслоу в основном занимается непосильной работой: обслуживает механизмы маяка, перевозит тяжёлые ёмкости с керосином, возит тележки с углём и булыжниками. Также Уэйк настрого запрещает парню подниматься в фонарное помещение и управлять «светом» (сам же Уэйк относится к лампе «свету» маяка практически как к супруге). Также парня начинает одолевать мучительное любопытство насчёт лампы маяка, но люк в фонарное помещение всё время заперт на замок. Однажды Эфраим пытается украсть ключ у спящего Уэйка, но безуспешно.
Уэйк каждую ночь предлагает Эфраиму выпить, парень поначалу отказывается от алкоголя, но со временем всё чаще прикладывается к бутылке. У себя в матрасе он находит статуэтку русалки с обнажённой грудью и начинает периодически мастурбировать на неё. Вскоре Уинслоу замечает странности, происходящие на острове: во сне он видит утопленника на берегу и русалку, которая пытается заманить и затащить Эфраима на дно. А как-то ночью, зайдя на маяк, замечает наверху возле линзы Френеля щупальца. Также во время работы Уинслоу часто натыкается на одноглазую чайку и, увидев её в очередной раз, в порыве гнева жестоко убивает (по словам Уэйка, убить чайку — плохая примета). Во время очередной попойки с Уэйком Эфраим узнаёт от старика о судьбе бывшего помощника — он умер, но до этого сошёл с ума: ему всё время мерещились русалки и прочая нечисть.

В последний день службы Уинслоу видит русалку, выброшенную на берег. Вначале она лежит без сознания, но затем приходит в себя и начинает кричать. Испуганный и шокированный, Уинслоу не решается рассказать о произошедшем смотрителю маяка. Начинается шторм, и баркас, который должен был забрать Уинслоу, так и не приходит; по словам Уэйка, они могли пропустить баркас несколько дней или даже недель назад. Также из-за ливня промокает и портится большая часть провианта, а из питья остаётся только алкоголь. Каждую ночь Уинслоу и Уэйк напиваются, поют морские песни, танцуют и делятся своим прошлым. Уэйк рассказывает, что был женат, но из-за службы в море он редко виделся с семьёй. Также старик рассказывает о причине своей хромоты, но Уинслоу замечает противоречия в его историях и считает их небылицами, упрекая Уэйка в изменении деталей или сути историй; старик предполагает, что Уинслоу просто могло послышаться, или он мог перепутать всё от опьянения. У моряков случается спор о провианте, и опьяневший Уэйк в ярости начинает насылать на Уинслоу проклятия Нептуна.
Проходят недели. У Уинслоу начинается паранойя, ему кажется, что он сходит с ума. Во время ловли омаров ему чудится отрезанная голова, после этого Уинслоу начинает подозревать, что бывшего помощника убил сам Уэйк и теперь старик собирается убить и его. Во время вечерней пьянки Уинслоу решается рассказать, что его на самом деле зовут Томас Говард. На своей прошлой работе он во время ссоры убил начальника и забрал его имя, чтобы начать жизнь с чистого листа (как оказалось, утопленник или отрезанная голова, которые ему чудились, — это образ убитого им работодателя). Паранойя всё нарастает, и Томасу начинают сниться кошмары, связанные с Уэйком. Пытаясь покинуть жуткий остров, Говард, несмотря на бушующий шторм, решает уплыть на шлюпке, но Уэйк настигает его и ломает её топором. На следующее утро Говард случайно находит журнал смотрителя и оказывается, что Уэйк всё время писал о нём и о других помощниках негативную характеристику, и вообще намерен лишить его жалованья. После словесной перепалки между Говардом и Уэйком начинается драка, во время которой Уэйк предстаёт перед Говардом то божеством Протеем, то русалкой, то погибшим работодателем. Избив старика, Говард начинает его унижать, заставляя вести себя как собака: гавкать и ходить на четвереньках. Говард отводит Уэйка к выкопанной возле маяка яме и начинает закапывать его заживо. Наполовину забросав его землёй, Говард отстёгивает у смотрителя маяка ключ и устремляется в фонарное помещение. По пути на него нападает Уэйк с топором и с криком «Свет только мой!» ударяет его топором в плечо. Отбившись, Говард хватает топор и убивает старика, после сразу направляется к фонарю. Отперев замок, Говард заходит в помещение. Линза Френеля открывается Говарду и затмевает его ярким светом, освещённое в экстазе лицо Говарда наполняется безумной радостью и возбуждением. Внезапно он поскальзывается и падает с лестницы маяка.
В заключительной сцене окровавленный Говард лежит обнажённым на берегу, и его живого поедают чайки…

## В ролях
- Роберт Паттинсон — Эфраим Уинслоу / Томас Говард
- Уиллем Дефо — Томас Уэйк[8]
- Валерия Караман — русалка
- Логан Хоукс — Эфраим Уинслоу

## Создание
Фильм был снят на чёрно-белую 35-миллиметровую плёнку ортохроматической эстетикой, напоминая фотографии XIX века, и с соотношением сторон экрана 1.19 : 1. Специально для съёмок в натуральную величину были построены декорации и сам маяк, а костюмы были достоверно сшиты, основываясь на реальных фотографиях моряков того времени. Съёмки стартовали 9 апреля 2018 года, длились в общей сложности 34 дня и проходили в парке Лейфа Эриксона, у маяка Кейп-Форчу на мысе Форчу, Новая Шотландия, при суровых и трудных погодных условиях. Большая часть сцен снималась во время реальных штормов и ливней, поэтому машины для дождя не потребовались; режиссёр Роберт Эггерс заявил: «Самые сумасшедшие и драматические вещи были сняты по-настоящему».

## Символизм и мотивы
«Коль завтра смерть затащит нас в водоворот бурлящий, пусть за рёвом волн Всевышний мольбы пропащих душ услышит»Оригинальный текст (англ.)«Should pale death with treble dread, make ocean caves our bed, God who hear'st the surges roll, design to save the suppliant soul»
Фильм от начала до конца пропитан причудливой сюрреалистичной атмосферой, антураж фильма навеян морскими мифами, байками и сказаниями. Эггерс, снимая фильм, основывался на трудах психолога Карла Юнга, режиссёр работал с символами и архетипами, которые Юнг описал как часть коллективного бессознательного. Одним из мотивов фильма является скрытая сексуальность и хрупкость человеческих отношений в замкнутом пространстве, герои из, на первый взгляд, доброжелательных коллег превращаются в заклятых врагов: выпивая, они могут весело петь морские песни, а через несколько секунд начать драку. Также по прибытии на остров, взаимоотношения персонажей Паттинсона и Дефо обретают всё большее гомоэротическое напряжение. Также отношения между Уинслоу и Уэйком являются примером эдипова комплекса — Томас Уэйк предстает образом как начальника, так и отца Уинслоу. Также по одной из трактовок фильма, Эфраим Уинслоу (он же Томас Говард) и Томас Уэйк — это один и тот же человек, завершающий цикл внутренней ненависти к самому себе, ведущий к признанию своих ошибок.
Как и в творчестве Лавкрафта, фильм поднимает темы паранойи, ужаса моря и ничтожности человека перед силами, гораздо более могущественными, чем он. По содержанию фильма остаётся неясным, были ли видения персонажей реальными, или это последствие долговременного распития алкоголя и потери рассудка. Возможно, что и до прибытия на остров, герой Паттинсона был не в здравом уме.
В фильме присутствуют аллюзии на различные древнегреческие мифы, к примеру Уэйк, ранее во время очередной ссоры, предсказал печальную участь Уинслоу, в финале же он предстает в образе Протея — пророческого бога океана, который служит Посейдону. Также Протей являлся оборотнем, что намекает на переменчивое поведение Уэйка. Уинслоу, не выдержав яркий свет фонаря, поскальзывается и падает, подобно Икару, который также добился желанного, но от жарких лучей Солнца его крылья расплавились, и он упал насмерть. А сцена поедания чайками плоти Уинслоу схожа с клеванием печени Прометея орлом.
Эггерс признал, что, помимо произведений По и Лавкрафта, он вдохновлялся творчеством художников-символистов Александра Шнайдера и Жана Делвилля, которые оказали визуальное влияние на стилистику фильма, включая и гравюру Альбрехта Дюрера «Морское чудовище»: образ Протея в фильме навеян именно этим произведением.
Также при создании фильма Эггерс подражал фильмам 20-х и 30-х годов и вдохновлялся творчеством многих известных режиссеров, включая Сергея Эйзенштейна, Александра Довженко, Дэвида Линча, Акиры Куросавы, Андрея Тарковского и Фрица Ланга, также режиссер ссылался на фильмы немецкого экспрессионизма, в особенности на «Носферату, симфония ужаса» Фридриха Вильгельма Мурнау.

### Образ маяка
В фильме образ маяка многогранный, по Фрейду и Юнгу он может символизировать как фаллический образ, так и образ женщины, которую вожделеют главные герои. В одной из сцен, во время ночной службы, полуобнажённый Уэйк произносит тост за фонарь маяка: «За тебя, красота моя», что пронизывает маяк мужским чувством разочарования, желания и пьяным собственничеством над фонарём, «светом» маяка. Маяк, как и Белый кит из «Моби Дика», рассматривается как символ человеческого высокомерия в попытках преодолеть могущественные силы природы (в частности океана).

## Критика
Фильм получил высокие оценки кинокритиков. На сайте Rotten Tomatoes имеет 90 % положительных рецензий на основе 350 отзывов со средней оценкой 8 из 10. На Metacritic — 83 балла из 100 на основе 51 рецензии, что соответствует статусу «всеобщее признание».
Многие издания, например IndieWire, Insider, Кинопоиск, GQ, «Мир фантастики», включили «Маяк» в свои списки лучших фильмов года.

## Награды и номинации
| Премия            | Дата церемонии  | Категория                         | Номинант         | Результат | Прим.  |
| ----------------- | --------------- | --------------------------------- | ---------------- | --------- | ------ |
| «Оскар»           | 9 февраля 2020  | Лучшая операторская работа        | Джарин Блашке    | Номинация | [ 24 ] |
| «Независимый дух» | 8 февраля 2020  | Лучший режиссёр                   | Роберт Эггерс    | Номинация | [ 25 ] |
| «Независимый дух» | 8 февраля 2020  | Лучшая мужская роль               | Роберт Паттинсон | Номинация | [ 25 ] |
| «Независимый дух» | 8 февраля 2020  | Лучшая мужская роль второго плана | Уиллем Дефо      | Победа    | [ 25 ] |
| «Независимый дух» | 8 февраля 2020  | Лучшая операторская работа        | Джарин Блашке    | Победа    | [ 25 ] |
| «Независимый дух» | 8 февраля 2020  | Лучший монтаж                     | Луиз Форд        | Номинация | [ 25 ] |
| BAFTA             | 2 февраля 2020  | Лучшая операторская работа        | Джарин Блашке    | Номинация |        |
| «Выбор критиков»  | 12 января 2020  | Лучшая мужская роль второго плана | Уиллем Дефо      | Номинация |        |
| «Выбор критиков»  | 12 января 2020  | Лучшая операторская работа        | Джарин Блашке    | Номинация |        |
| «Спутник»         | 19 декабря 2019 | Лучший фильм — драма              |                  | Номинация |        |
| «Спутник»         | 19 декабря 2019 | Лучшая мужская роль второго плана | Уиллем Дефо      | Победа    |        |
| «Готэм»           | 2 декабря 2019  | Лучшая мужская роль               | Уиллем Дефо      | Номинация |        |